# Eclipta faurei
Eclipta faurei là một loài bọ cánh cứng thuộc họ Xén tóc. Loài này được Peñaherrera-Leiva và Tavakilian mô tả năm 2003. Loài này có ở Guyane thuộc Pháp và Rondônia, trung-tây Brasil.